# Micrófono de interferencia
El micrófono interferencia o de línea es un tubo largo, de aproximadamente 60 cm de longitud (la longitud determina la directividad del sistema) y 1,9 cm de diámetro, al que se le han practicado una serie de agujeros y con un micrófono en uno de los extremos. Esta forma que recuerda al cañón de una escopeta es la responsable de que se llame también micrófono de cañón, semicañón o rifle.
El micrófono está diseñado como un micrófono supercardioide normal, al que se han practicado una serie de ranuras. Los sonidos laterales que entran por los agujeros son atenuados mientras que el que incide por la parte frontal del tubo queda con mayor nivel. Los agujeros constituyen un sistema distribuido de filtros paso bajo, cada uno con su frecuencia de corte:
- Zona alta de frecuencias: agujeros más cerca.
- Zona baja de frecuencias: agujeros más lejos.

Los micrófonos de cañón, por su gran direccionalidad (sólo captan sonido del lugar hacia el que apuntan), son ampliamente utilizados en las producciones audiovisuales localizadas en exteriores, tanto, en cine como en televisión (sobre todo, cuando no es posible acercarse a la acción, por ejemplo, en las retransmisiones deportivas, representaciones teatrales, etc). Esto es posible porque son micros muy sensibles que ofrecen una buena captación situados entre 2 y 5 metros de la fuente sonora. 
Como se prevé su uso en exteriores, el micrófono de cañón se aloja dentro de un forro antiviento alargado de paredes gruesas. Es fácilmente reconocible, es el micrófono que va acoplado sobre las cámaras de vídeo.